# Bussoleno
Bussoleno là một đô thị ở tỉnh Torino trong vùng Piedmont, có vị trí cách khoảng 45 km về phía tây của Torino, nước Ý. Tại thời điểm ngày 31 tháng 12 năm 2004, đô thị này có dân số 6.560 người và diện tích là 37.4 km².
Đô thị Bussoleno có các frazioni (các đơn vị trực thuộc, chủ yếu là các làng) Amprimo, Foresto, Baroni, Bessetti, Meitre, Ballai, Arbrea, Grangie, Falcemagna, Tignai, San Lorenzo, Argiassera, Ricchettera, Pietra Bianca, Santa Petronilla, Prapontin, và San Basilio.
Bussoleno giáp các đô thị: Usseglio, Mompantero, Chianocco, Susa, San Giorio di Susa, Mattie, Roure.